# Са Борхесом
Са Борхесом (енгл. With Borges) је мемоарско дело књижевника Алберта Мангела (енгл. Alberto Manguel) (1948) објављено 2004. године у коме је описао своје познанство са Хорхе Луис Борхесом. Српско издање објавила је издавачка кућа "Геопоетика" из Београда 2005. године у преводу Вукице Станковић.

## О аутору
Алберто Мангел, есејист, романописац, преводилац, уредник и антологичар, је рођен 1948. године у Буенос Ајресу, канадски држављанин је постао 1985. године. 

## О књизи
Алберто Мангел је своје личне успомене из времена које је провео са Борхесом преточио у књигу и на тај начин дао нову и другачију слику Борхеса.
Као тинејџер, шесдесетих година двадесетог века, Мангел је радио после школе у књижари у Буенос Ајресу. Чувени Борхес је свраћао у ту књижару и замолио је младића да долази код њега у стан и да му чита током вечери. Борхес је ослепео и више није могао да чита. Манкел је неколико година долазио код Борхеса и читао му његове омиљене књиге, гледао филмове и разговарао са великим књижевником о књигама.
Књига је илустрована Борхесовим фотографијама које је снимила Сара Фасио. У књизи има укупно 8 фотографија.